# Sparta (Kentucky)
Sparta é uma cidade localizada no estado americano de Kentucky, no Condado de Gallatin e Condado de Owen.

## Demografia
Segundo o censo americano de 2000, a sua população era de 230 habitantes.
Em 2006, foi estimada uma população de 211, um decréscimo de 19 (-8.3%).

## Geografia
De acordo com o United States Census Bureau tem uma área de
14,4 km², dos quais 14,4 km² cobertos por terra e 0,0 km² cobertos por água.

## Localidades na vizinhança
O diagrama seguinte representa as localidades num raio de 16 km ao redor de Sparta.